# Гущин (село)
Гу́щин (укр. Гу́щин) — село Черниговского района Черниговской области Украины. Население 111 человек.
Код КОАТУУ: 7425583402. Почтовый индекс: 15513. Телефонный код: +380 462.

## Власть
Орган местного самоуправления — Киенский сельский совет. Почтовый адрес: 15505, Черниговская обл., Черниговский р-н, с. Киенка, ул. Победы, 30.

## Достопримечательности

### Городище
В черте села Гущин, на выступе левого берега реки Белоус, напротив деревни Киенка находится городище с севера и запада ограниченное долиной реки, а с юго-восточной укрепленное валом и рвом. На городище находится современное кладбище. Рядом расположено одновременное селище. Древнерусское камерное погребение на небольшом «сельском» кладбище в селе Гущин очень необычно, так как захоронения в камерах на Руси обычно связаны с некрополями первых древнерусских городов и крупных торгово-ремесленных центров, ориентированных на международную торговлю.

## Галерея

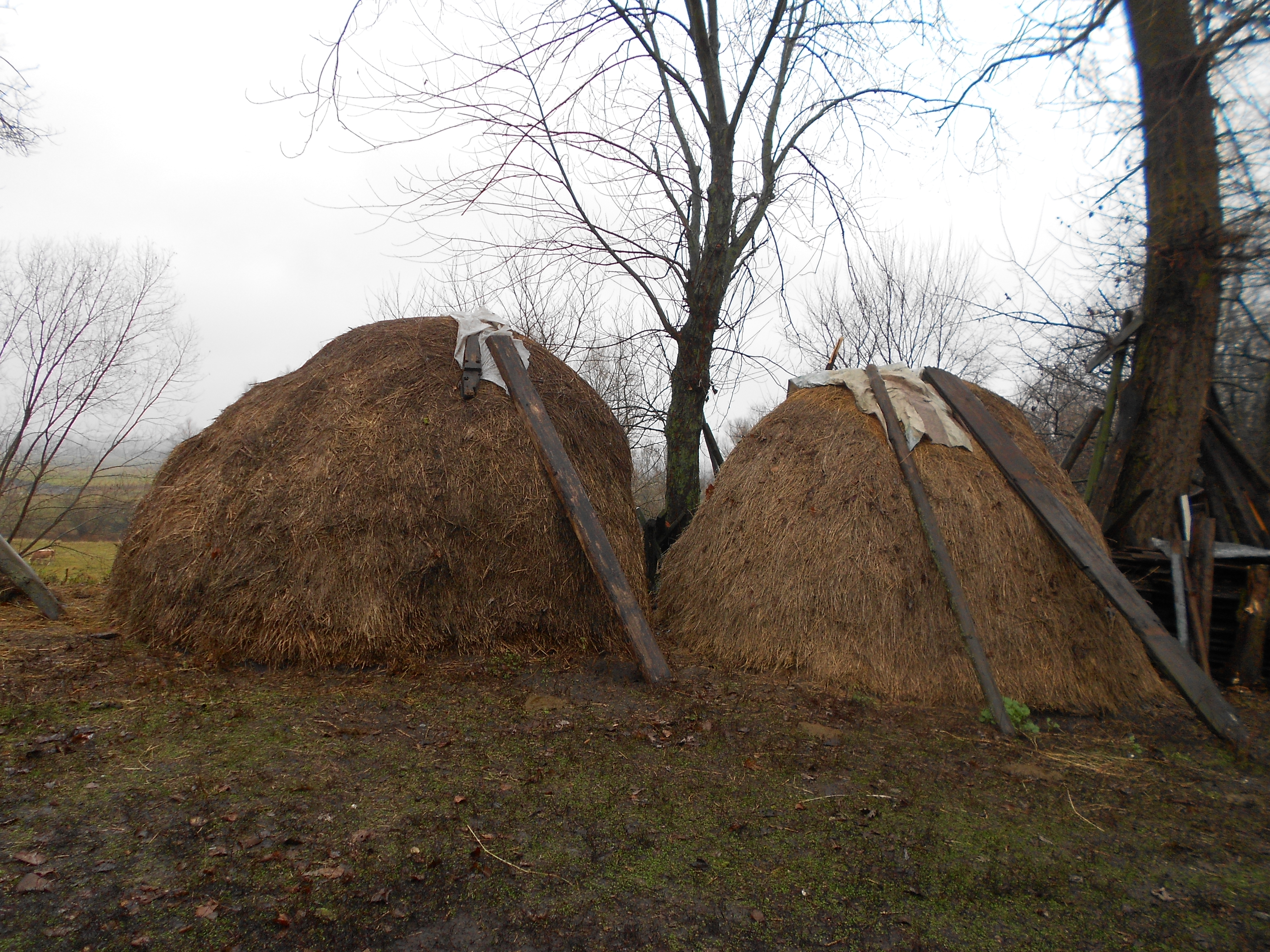
Стоги сена
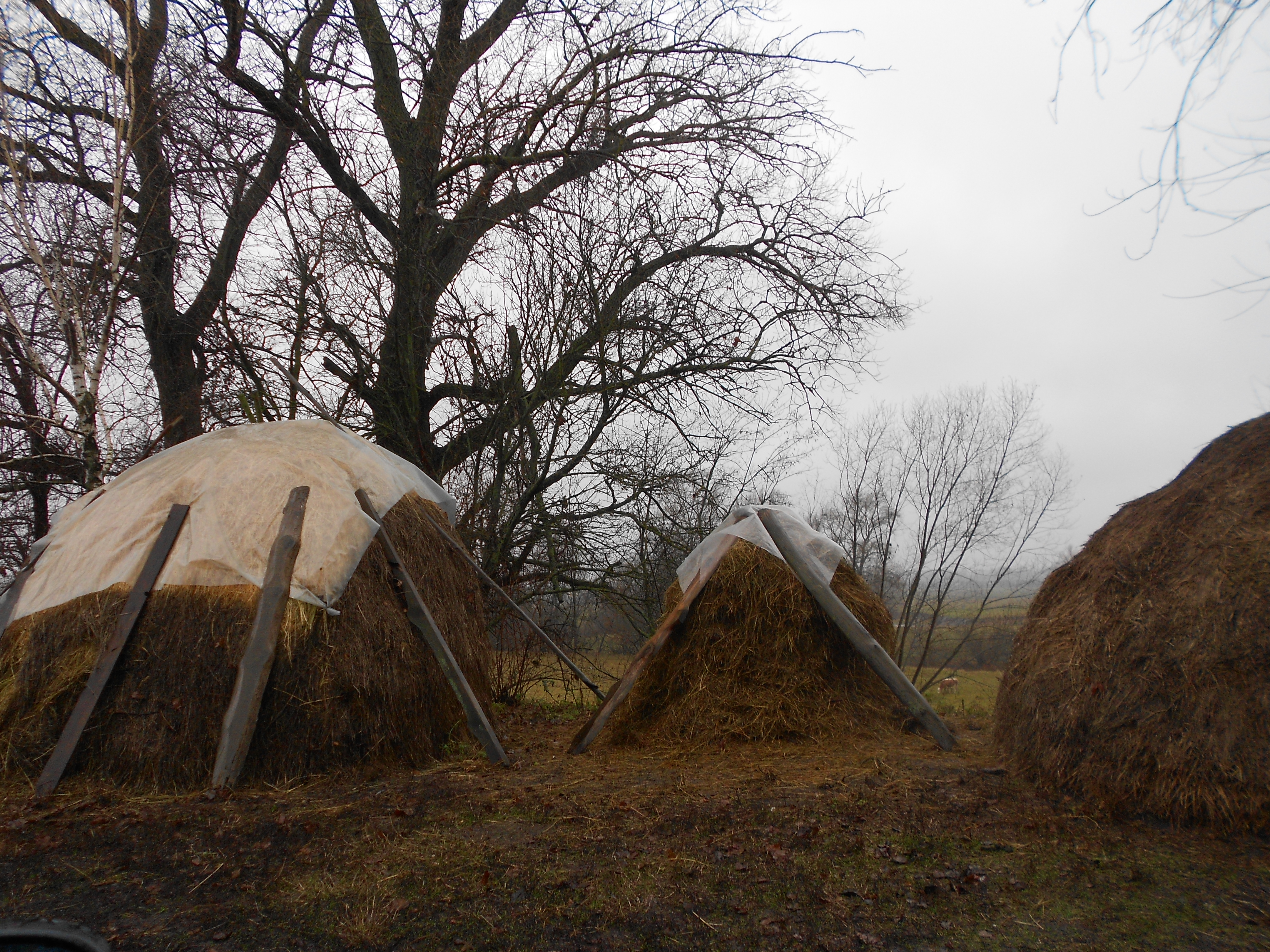
Стоги сена
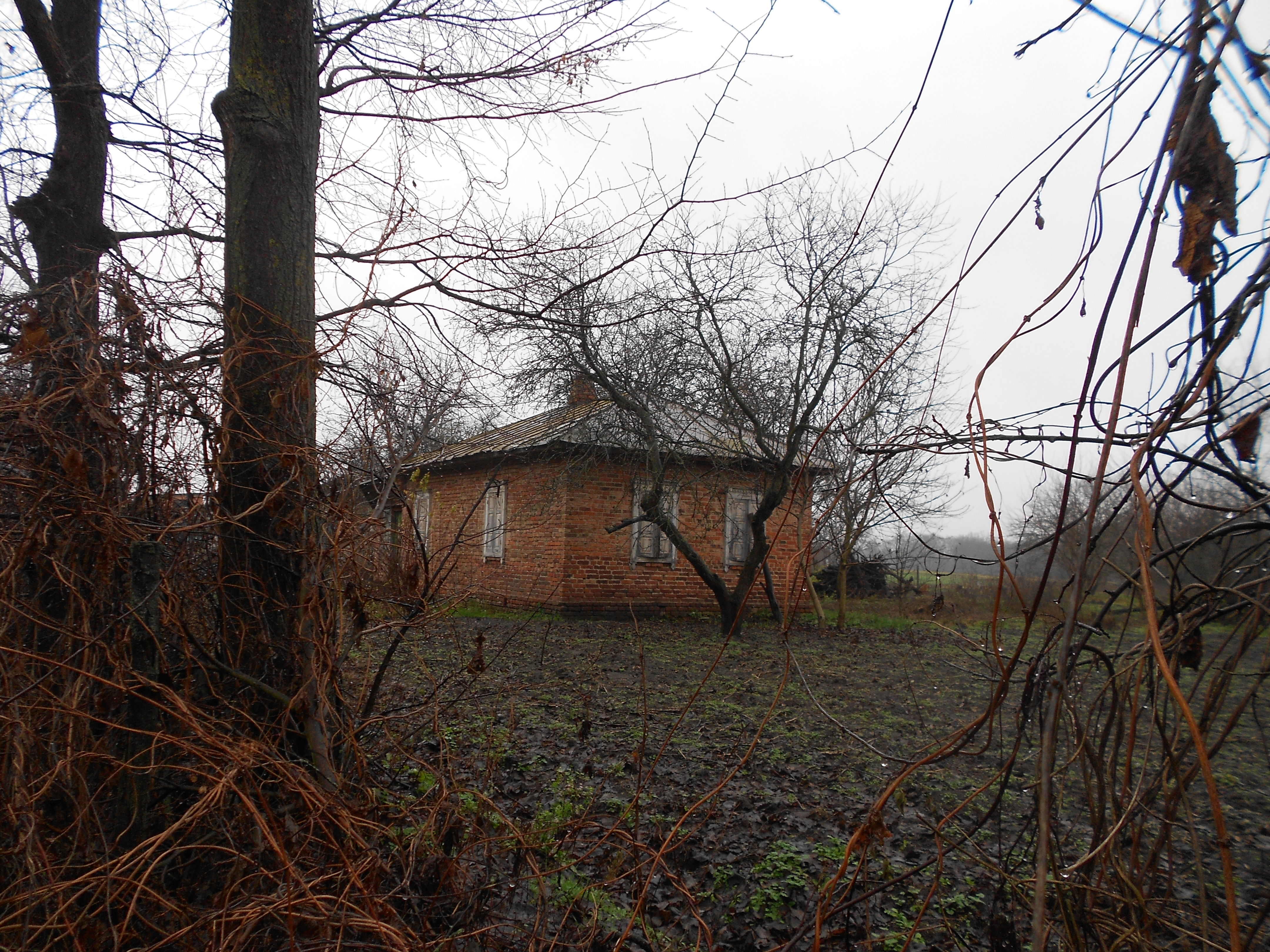
Центр села
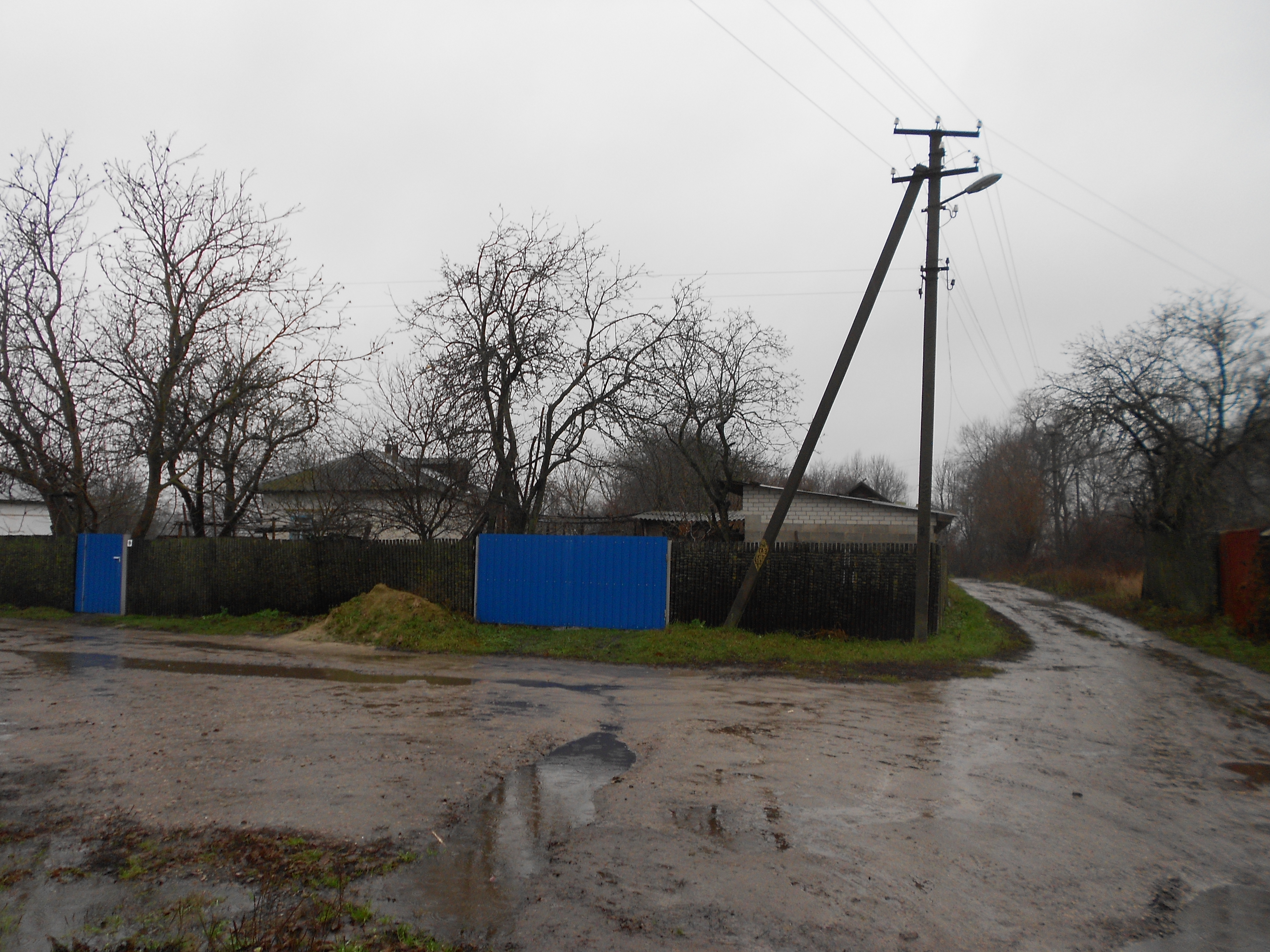
Центр села
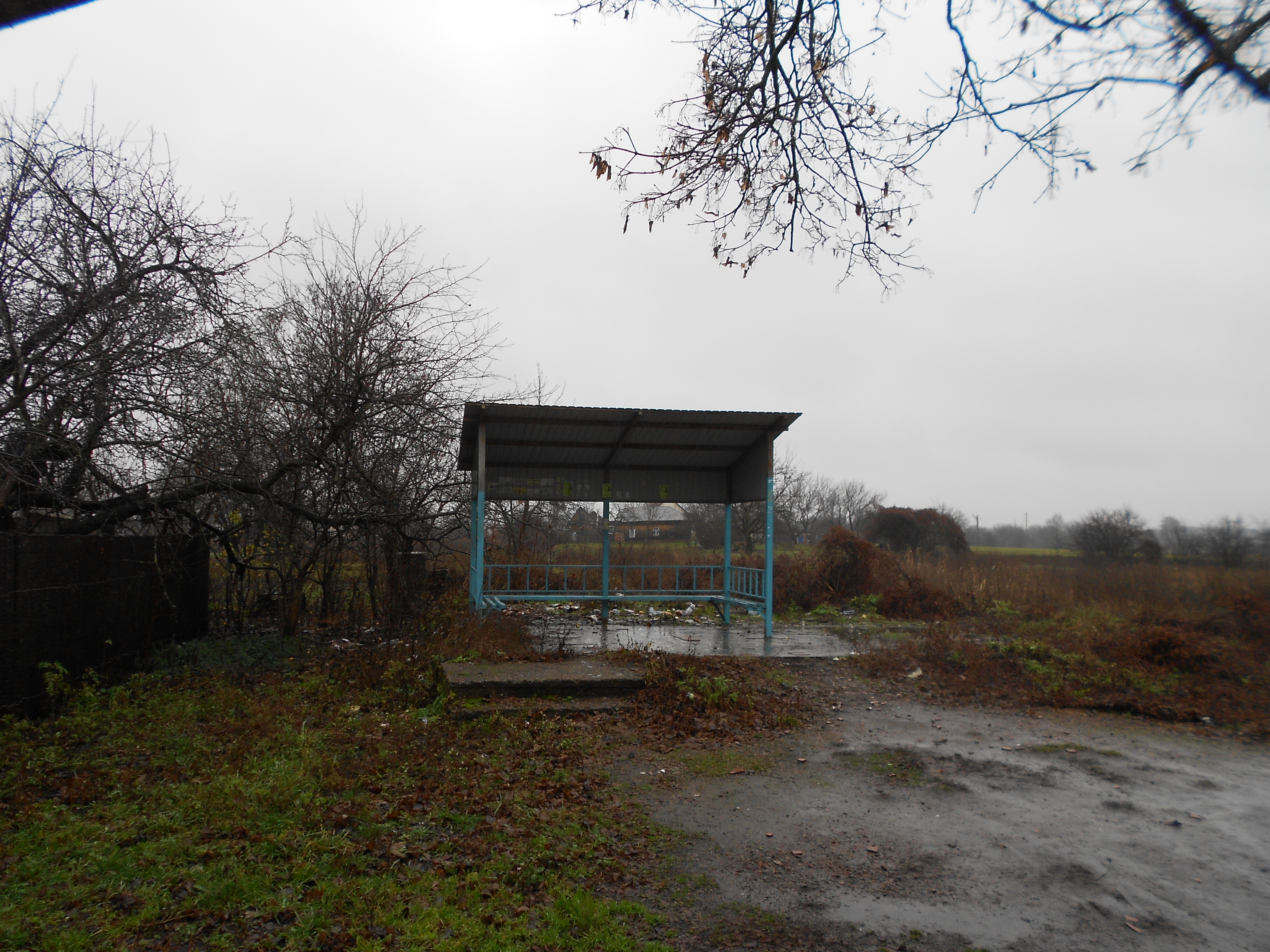
Остановка автобуса
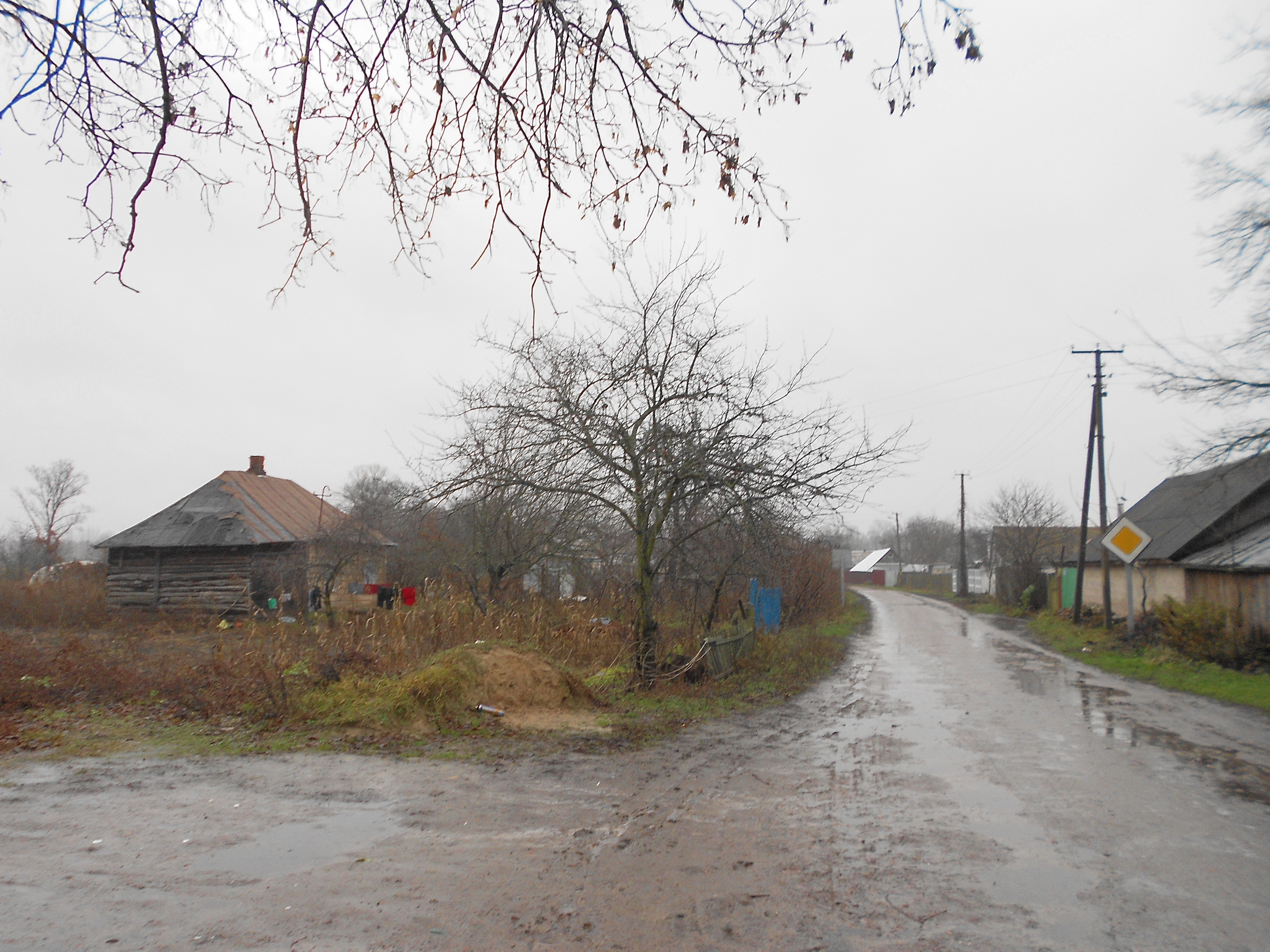
Центр села
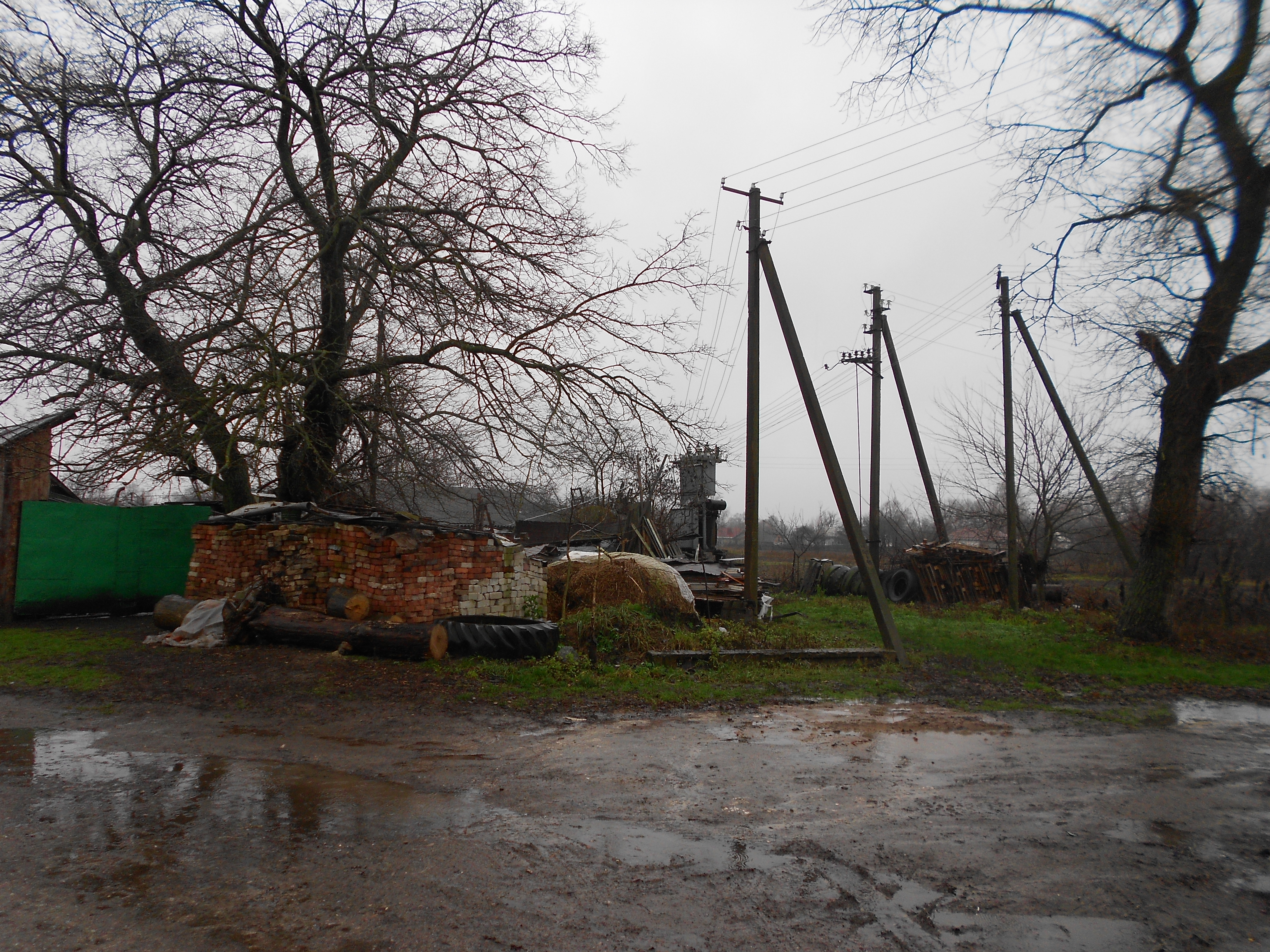
Центр села
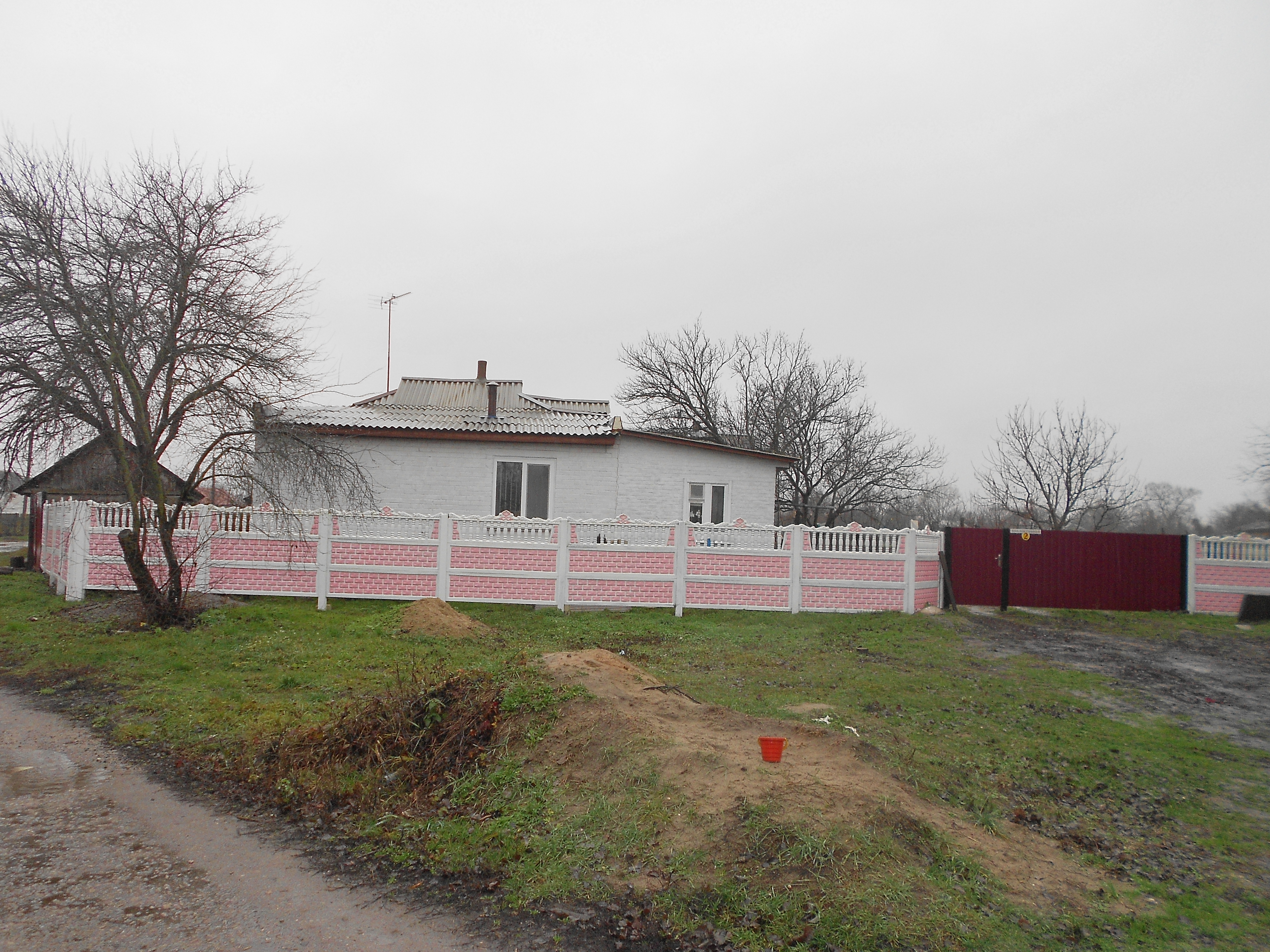
Начало села
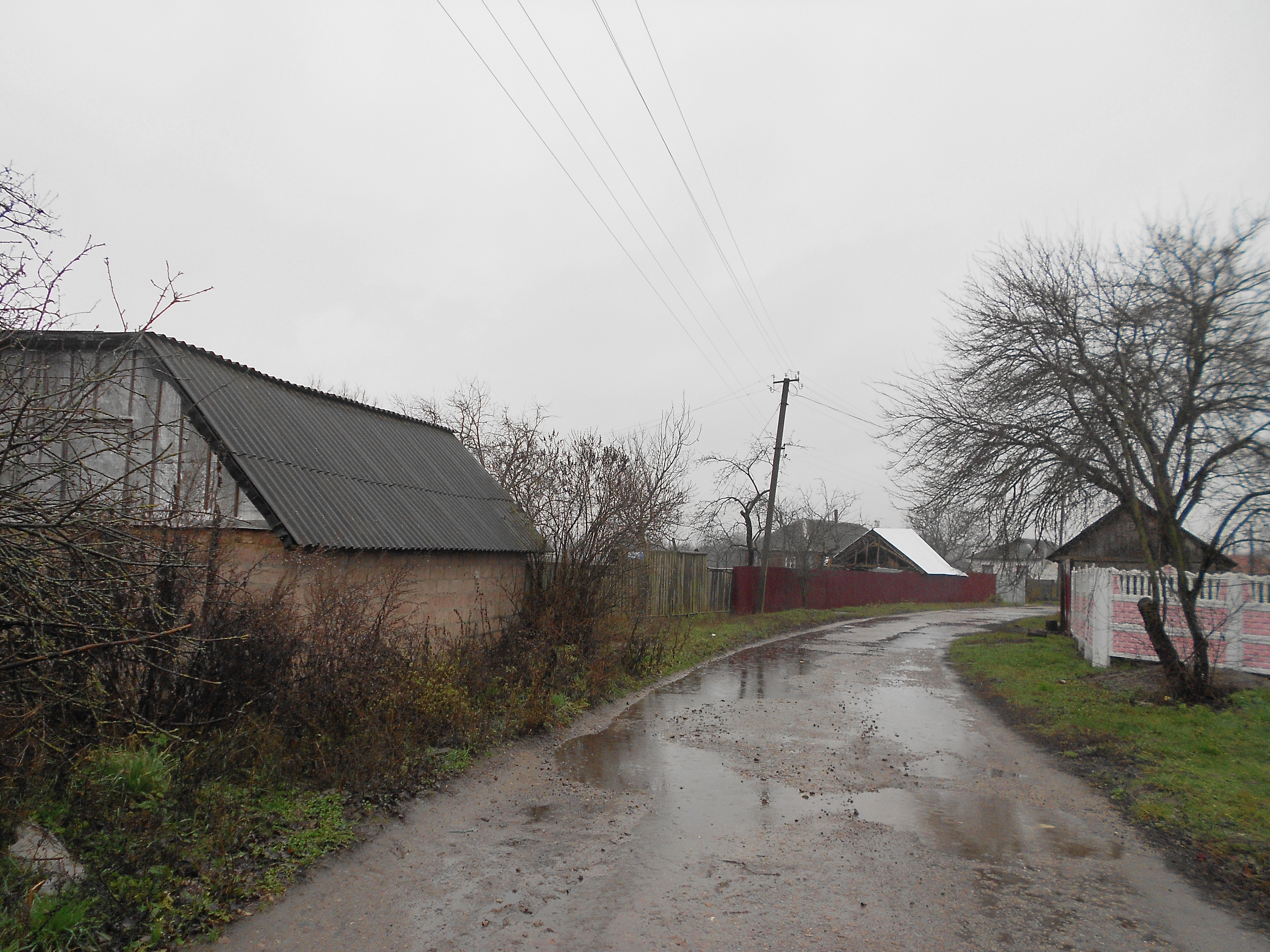
Начало села
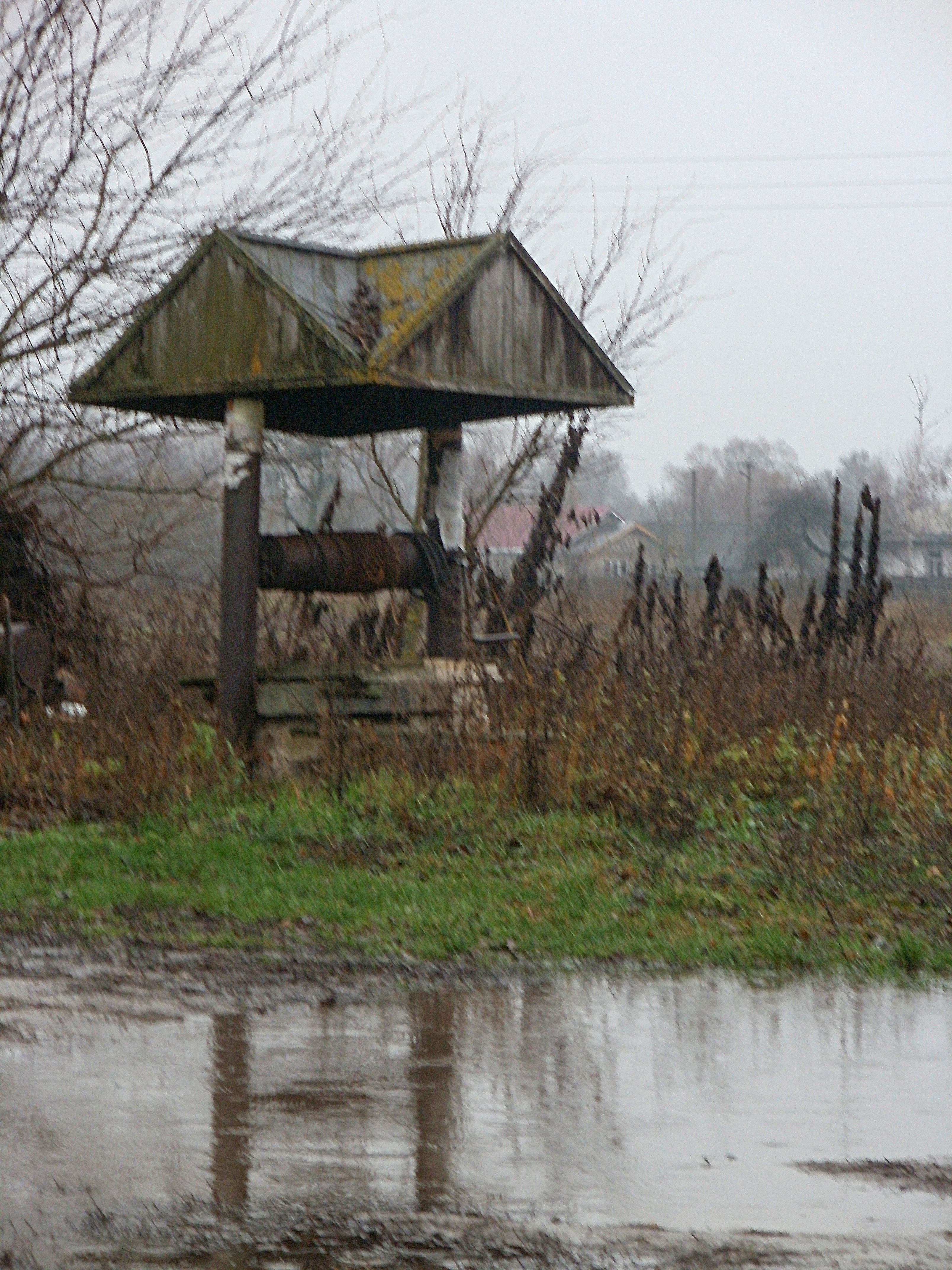
Криниця
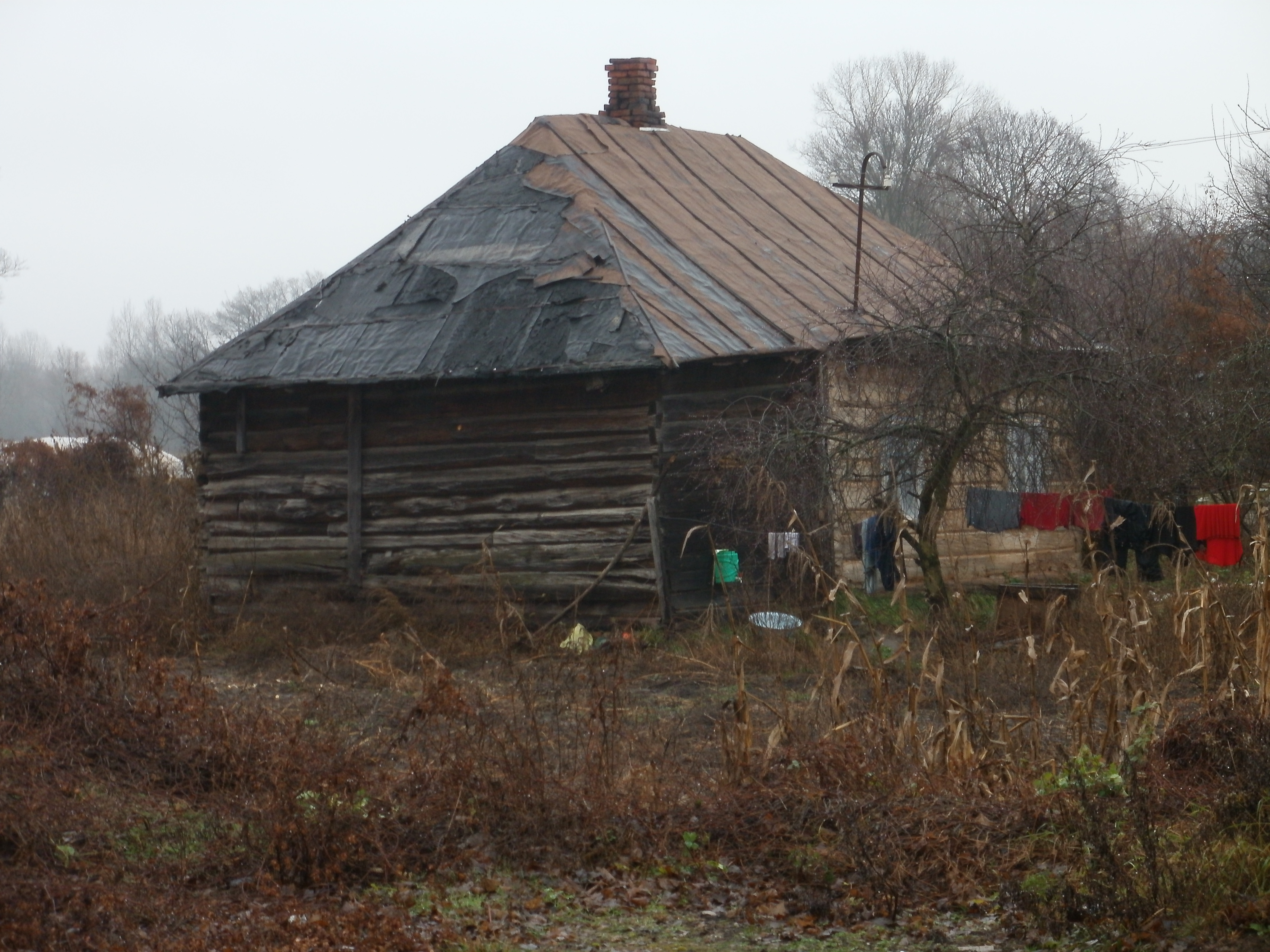
Одна из хат